# Qu Youjia
La seva pel·lícula 
En una onomàstica xinesa, Qu es el cognom i Youjia el prenom.
Qu Youjia (xinès simplificat: 瞿尤嘉) (Nantong 1990 - ). Fotògraf i cineasta xinès

## Biografia
Qu Youjia va néixer el 9 d'octubre de 1990 a Nantong, província de Jiangsu (Xina). Va estudiar fotografia a l'Acadèmia de Cinema de Pequín, i a  Rhode Island School of Design. Posteriorment va fundar l'empresea cinematogràfica  Notation Film Production.

#### Carrera cinematogràfica
El seu primer curtmetratge de 34 minuts, 朱美静 (Meijing) del 2017 va obtenir diversos premis, com el Premi de la Nit en Signes de Nuit, Millor Pel·lícula de Ficció en el Festival de Cinema Jove de Chongqing i Millor Pel·lícula en el Festival Stars Hollywood. El seu segon curtmetratge de 54', 三尺 (Together Apart) (2019), també va ser guardonat en diversos festivals, com el FIRST festival de cinema de Xining el 2019, seleccionat al Festival Internacional de Cinema de Rotterdam i presentat a la 3a edició del festival Allers-Retours de París el 2020.
El seu primer llargmetratge, "She Sat There Like All Ordinary Ones" (开始的枪), es va estrenar a 74è Festival Internacional de Cinema de Berlín de 2024 a la secció Generation 14Plus, on va  rebre una menció especial en la categoria Os de Cristall a la millor pel·lícula. També va ser projectada a la Secció Oficial Panorama del  Asian Film Festival Barcelona del 2024.
El film és un retrat de l’adolescent i sempre innocent Zhuang, que assumeix accidentalment la culpa del furt d’una petita pistola per a encobrir a la Meng, la seva rebel companya de classe. Quan ell creia haver aconseguit que ella ho acceptés, aquesta li dona l’esquena. Davant d’aquesta negligència, confós però decidit a perseverar en el seu intent, en Zhuang decideix unir-se a l’equip d’atletisme de la Meng posant en perill els seus estudis. La pel·lícula se centra en la percepció que el protagonista té de si mateix i els canvis que se succeeixen en aquesta etapa de la seva vida.
Del film també s'ha destacat el fet que Qu dóna als dos protagonistes els noms de naixement dels filòsofs xinesos Confuci (Zhuang Zhou) i Mencius (Meng Ke), i també, que al principi de la pel·lícula, Zhuang Zhou atrapa una bossa de plàstic vermella opaca que veu flotant al vent, tornant-se tan centrat en la seva presència que la segueix durant la resta de la pel·lícula. Aquesta bossa de plàstic és un article habitual a la Xina contemporània, que s'utilitza per emportar, queviures i molt més, però el comportament de Zhuang Zhou també s'adapta al moviment de la bossa. La seva personalitat pot semblar gairebé massa infantil de vegades, però també es pot llegir com una manera diferent de veure el món.
Influenciats pel cinema i la pintura, les obres de Qu intenten explorar la relació entre les imatges fixes i les narracions argumentals La majoria de les seves obres es completen amb la col·laboració del seu equip, incloent el disseny d'il·luminació, la construcció d'escenaris i el disseny de vestuari.

#### Fotògraf
Destaca la seva sèrie Yamakawa, que  recrea escenes del període Zhonghua Minguo (中华民族) de la història xinesa, durant la qual 20 milions de persones es van mudar de les seves ciutats natals. Els resultats són imatges poètiques i poètiques que il·lustren el desplaçament massiu entre 1912 i 1949 que configura el teló de fons de la vida moderna a la Xina. Les fotografies de Qu, que s'originen a partir de dibuixos molt detallats, apareixen alhora com a pintures o fotogrames de pel·lícules, plenes de narrativa imaginada. Les mirades perdudes i vidriades dels seus subjectes suggereixen una desconnexió amb el seu entorn, una mena d'impotència en quedar atrapats en el fluir del temps. En un escrit explicar : "En aquest projecte, considero la idea del moviment com un riu", escriu. "Canvia constantment, flueix amb força. Els esperits de les persones en moviment es converteixen en muntanyes, simbolitzant les rígides creences dels seus diversos orígens. També hi ha la idea de la costa que simbolitza el destí, però els rius no s'aturen a la vora: s'enfonsen a l'oceà i formen part d'un cicle interminable."